# 라울 엔트레리오스
라울 엔트레리오스 로드리게스(스페인어: Raúl Entrerríos Rodríguez, 1981년 2월 12일~)는 스페인의 은퇴한 핸드볼 선수로 현역 시절 포지션은 센터백이다. 형인 알베르토도 핸드볼 선수로 활약했다. 선수 경력을 스페인 리그인 리가 아소발에서 보냈으며, 스페인 리그 11회 우승, 스페인 국왕컵 10회 우승, 리그컵과 스페인 슈퍼컵 우승 9회를 달성했다.
형과 함께 스페인 국가대표팀의 일원으로 활약했으며, 국제 경기 294경기에 출전하여 스페인 대표팀 최다 출전 기록을 보유하고 있다. 그는 2008년과 2020년 하계 올림픽에서 동메달을 획득했으며, 세계 선수권 대회 1회 우승, 유럽 선수권 대회 2회 우승을 달성했다.